# Szlak im. Bolesława Czwójdzińskiego

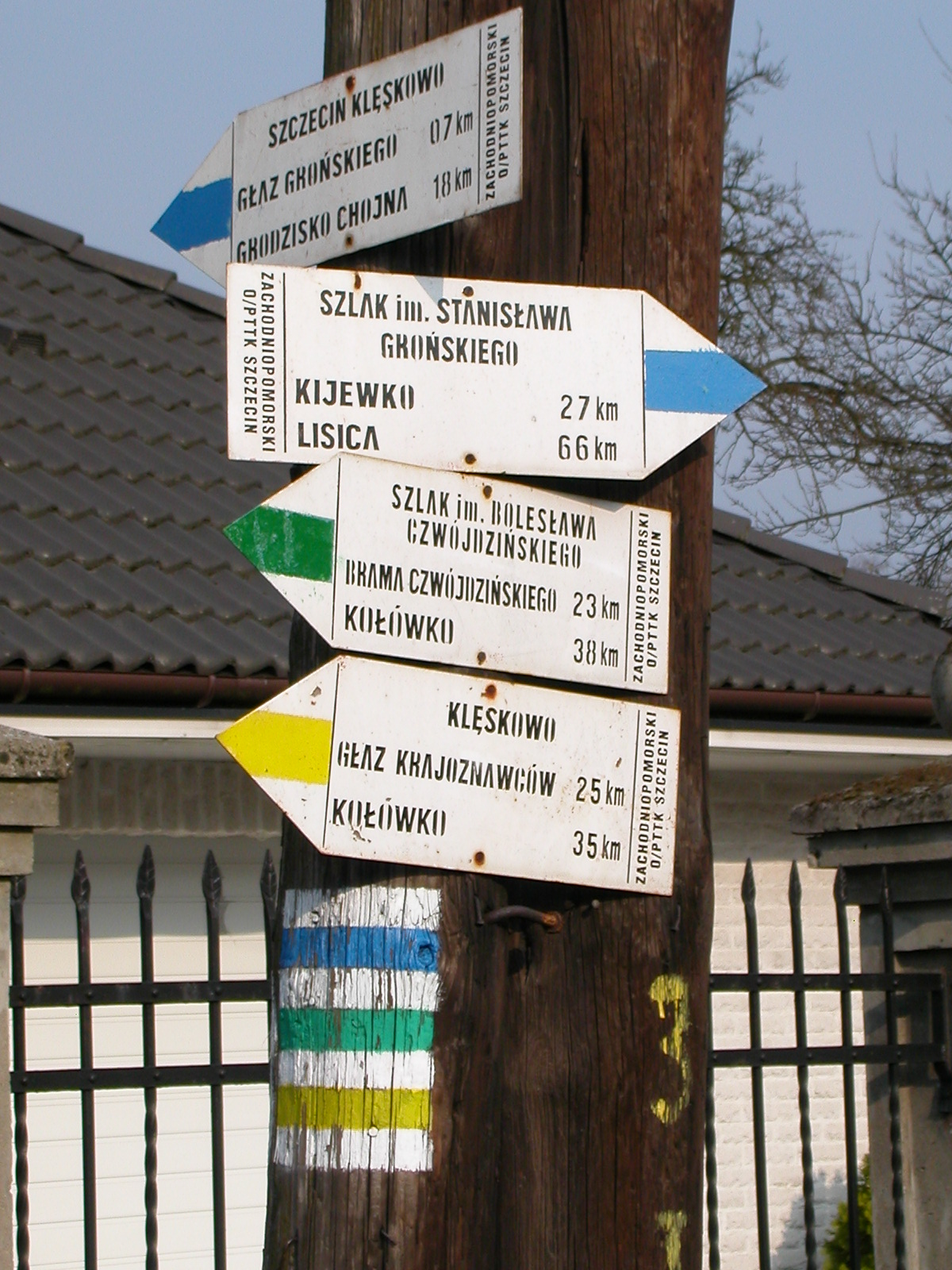
Węzeł szlaków w Klęskowie

Szlak im. Bolesława Czwójdzińskiego – zielony znakowany szlak turystyczny w województwie zachodniopomorskim o charakterze podmiejskim, na terenie Szczecińskiego Parku Krajobrazowego „Puszcza Bukowa”, długość szlaku 34,8 km.
Bolesław Czwójdziński (1901-1972) był znanym szczecińskim miłośnikiem zabytków i śladów polskości, pionierem turystyki i krajoznawstwa na Pomorzu Zachodnim.

## Charakterystyka
Szlak o charakterze podmiejskim, rozpoczyna się przy pomnikowych „Dębach Bolesława Krzywoustego” w Szczecinie Klęskowie, przy ul. Chłopskiej. Prowadzi przez atrakcyjne turystycznie partie zalesionych Wzgórz Bukowych, na trasie m.in. rezerwaty przyrody, dolina Chojnówki i jej przełom Brama Czwójdzińskiego, wieś Kołowo, arboretum w Glinnej, opactwo cystersów w Kołbaczu oraz obchodzi północny brzeg jeziora Miedwie. Na koniec trasy, na skraju Puszczy Goleniowskiej koło Cisewa, łączy się z niebieskim Szlakiem Anny Jagiellonki.

## Przebieg szlaku
Kilometraż w skróconym przebiegu szlaku podano dla obu kierunków marszu:
- 0,0 km – 34,8 km - Szczecin-Klęskowo, „Dęby Bolesława Krzywoustego”
- 2,0 km – 32,8 km - Brama Czwójdzińskiego
- 3,7 km – 31,1 km - uroczysko Kołówko
- 5,2 km – 29,6 km - Kołowo
- 11,3 km – 23,5 km - Arboretum w Glinnej
- 13,6 km – 21,8 km - Dobropole Gryfińskie
- 18,7 km – 16,1 km - Kołbacz, opactwo cystersów
- 22,0 km – 12,8 km - Rekowo
- 24,5 km – 10,3 km - Bielkowo
- 31,4 km – 3,4 km - Morzyczyn
- 33,1 km – 1,7 km - Miedwiecko (przystanek kolejowy)
- 34,8 km – 0,0 km - Kępa Bukowa pod Cisewem

Przebieg szlaku został zweryfikowany według stanu z 2007.
| Odległość | Atrakcje                                                   | Punkt                                                                      | Przebieg (także dojścia i uwagi)                                                  |
| --------- | ---------------------------------------------------------- | -------------------------------------------------------------------------- | --------------------------------------------------------------------------------- |
| 0,0 km    | pomnik przyrody                                            | Szczecin-Klęskowo, ul. Chłopska „Dęby Bolesława Krzywoustego”              | Szlak im. Stanisława Grońskiego Szlak im. Bolesława Krzywoustego                  |
| 0,7 km    |                                                            | Droga Górska SPK „Puszcza Bukowa”                                          | Szlak im. Bolesława Krzywoustego – odchodzi                                       |
| 2,0 km    |                                                            | Brama Czwójdzińskiego SPK „Puszcza Bukowa”                                 | Szlak przez Słupi Głaz im. Wojciecha Lipniackiego – odchodzi Szlak Dąbski „Vadam” |
| 2,1 km    |                                                            | dolina Słupienicy SPK „Puszcza Bukowa”                                     | Szlak Dąbski „Vadam” – odchodzi                                                   |
| 3,6 km    |                                                            | Kołówko, SPK „Puszcza Bukowa”                                              | Szlak im. Bolesława Krzywoustego                                                  |
| 3,7 km    | pomnik przyrody                                            | Kołówko, „Lipa Pokoju” SPK „Puszcza Bukowa”                                | Szlak im. Bolesława Krzywoustego – odchodzi                                       |
| 4,8 km    |                                                            | Droga Kołowska – Królewski Bruk SPK „Puszcza Bukowa”                       | Szlak im. Stanisława Grońskiego                                                   |
| 5,2 km    | kościół · park                                             | Kołowo, SPK „Puszcza Bukowa”                                               | Szlak im. Stanisława Grońskiego – odchodzi                                        |
| 8,7 km    |                                                            | Wygon - Przejazd (skrzyż. dróg) SPK „Puszcza Bukowa”                       | Szlak im. Stanisława Grońskiego                                                   |
| 9,4 km    |                                                            | Leśna Szosa – Dolina Suchego Potoku SPK „Puszcza Bukowa”                   | Szlak im. Stanisława Grońskiego – odchodzi                                        |
| 10,0 km   |                                                            | Nowy Staw, SPK „Puszcza Bukowa”                                            | Szlak im. Stanisława Pawelskiego ścieżka dydaktyczna                              |
| 10,9 km   | rezerwat roślinny · park · pomnik                          | rez. przyr. „Źródliskowa Buczyna” Arboretum w Glinnej SPK „Puszcza Bukowa” | Szlak Sekwoi – odchodzi                                                           |
| 11,3 km   | park                                                       | Arboretum w Glinnej – wejście SPK „Puszcza Bukowa”                         | ścieżka dydaktyczna                                                               |
| 11,5 km   |                                                            | Gliniecki Bruk, SPK „Puszcza Bukowa”                                       | Szlak im. Stanisława Pawelskiego – odchodzi                                       |
| 13,6 km   | kościół · autobus                                          | Dobropole Gryfińskie SPK „Puszcza Bukowa”                                  | Szlak Buczynowych Wąwozów                                                         |
| 13,8 km   |                                                            | Dobropole Gryfińskie SPK „Puszcza Bukowa”                                  | Szlak Buczynowych Wąwozów – odchodzi                                              |
| 15,8 km   | rezerwat roślinny                                          | rez. przyr. „Osetno” SPK „Puszcza Bukowa”                                  |                                                                                   |
| 16,9 km   | E65                                                        | droga krajowa nr 3                                                         |                                                                                   |
| 17,2 km   | E65                                                        | droga krajowa nr 3                                                         |                                                                                   |
| 18,7 km   | kościół · klasztor · pomnik przyrody · grodzisko · autobus | Kołbacz, opactwo cystersów                                                 |                                                                                   |
| 22,0 km   | cmentarz · autobus                                         | Rekowo                                                                     | Szlak Rekowski – odchodzi                                                         |
| 24,5 km   | kościół · zabytek · autobus                                | Bielkowo                                                                   |                                                                                   |
| 27,4 km   | cmentarz                                                   | Jęczydół                                                                   |                                                                                   |
| 27,9 km   |                                                            | brzeg jeziora Miedwie                                                      |                                                                                   |
| 29,6 km   |                                                            | brzeg jeziora Miedwie                                                      |                                                                                   |
| 30,1 km   | cmentarz · park · camping                                  | Morzyczyn, droga krajowa nr 10                                             |                                                                                   |
| 31,4 km   | park · camping · autobus                                   | Morzyczyn, droga krajowa nr 10                                             | Szlak Ziemi Pyrzyckiej im. Stanisława Jansona - odchodzi                          |
| 33,1 km   | kolej                                                      | Miedwiecko (przystanek kolejowy)                                           |                                                                                   |
| 34,8 km   |                                                            | Kępa Bukowa pod Cisewem                                                    | Szlak Anny Jagiellonki – odchodzi                                                 |